# أوفه غران
أوفه غران (بالسويدية: Ove Grahn)‏ هو لاعب كرة قدم سويدي، ولد في 9 مايو 1943 في ألينغسوس في السويد، وتوفي بنفس المكان في 11 يوليو 2007. شارك مع منتخب السويد لكرة القدم. أما مع النوادي، فقد لعب مع نادي أورغريته ونادي إلفسبورغ ونادي غراسهوبر زيوريخ ونادي لوزان.

## مسيرته الكروية
لعب أوفه غران خلال مسيرته الاحترافية مع 4 أندية في تسعة عشر موسمًا وسجل خلالها 187 هدف ضمن 372 مباراة. ولم يفز بأي موسم بالكأس وفاز في موسمين بالدوري.
خاض أوفه غران مسيرته مع نادي إلفسبورغ في موسم 1961 ليلعب معه خمسة مواسم، مشاركًا في 91 مباراة سجل خلالها 63 هدفًا. ثم انتقل إلى نادي غراسهوبر زيوريخ في موسم 1965–66 في المرة الأولى ليلعب معه ستة مواسم ثم في موسم 1973–74 واستمر معه طيلة ثلاثة مواسم، حيث شارك طوالها في 192 مباراة سجل خلالها 90 هدف. لينتقل بعدها إلى نادي لوزان في موسم 1971–72 ولمدة موسمين، مشاركًا في 52 مباراة سجل خلالها 31 هدفًا. ثم انتقل إلى نادي أورغريته في موسم 1976 واستمر معه طيلة ثلاثة مواسم، مشاركًا في 37 مباراة سجل خلالها 3 أهداف.

## وصلات خارجية
- أوفه غران على موقع الاتحاد الأوربي (الإنجليزية)
- أوفه غران على موقع قاعدة بيانات كرة القدم.إي يو (الإنجليزية)
- أوفه غران على موقع ناشيونال فوتبول تيمز (الإنجليزية)
- أوفه غران على موقع عالم كرة القدم.نت (الإنجليزية)